# Onkoid

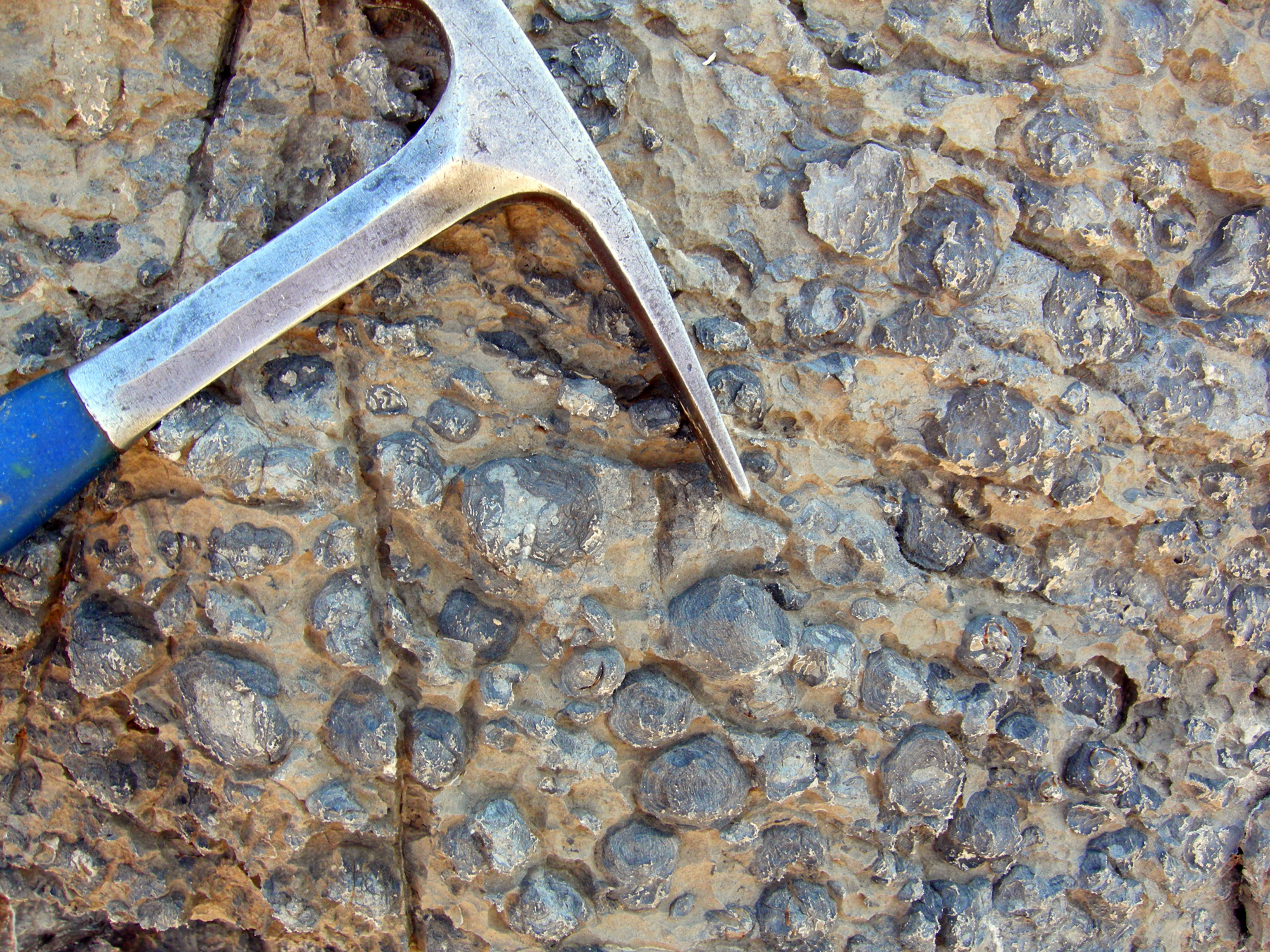

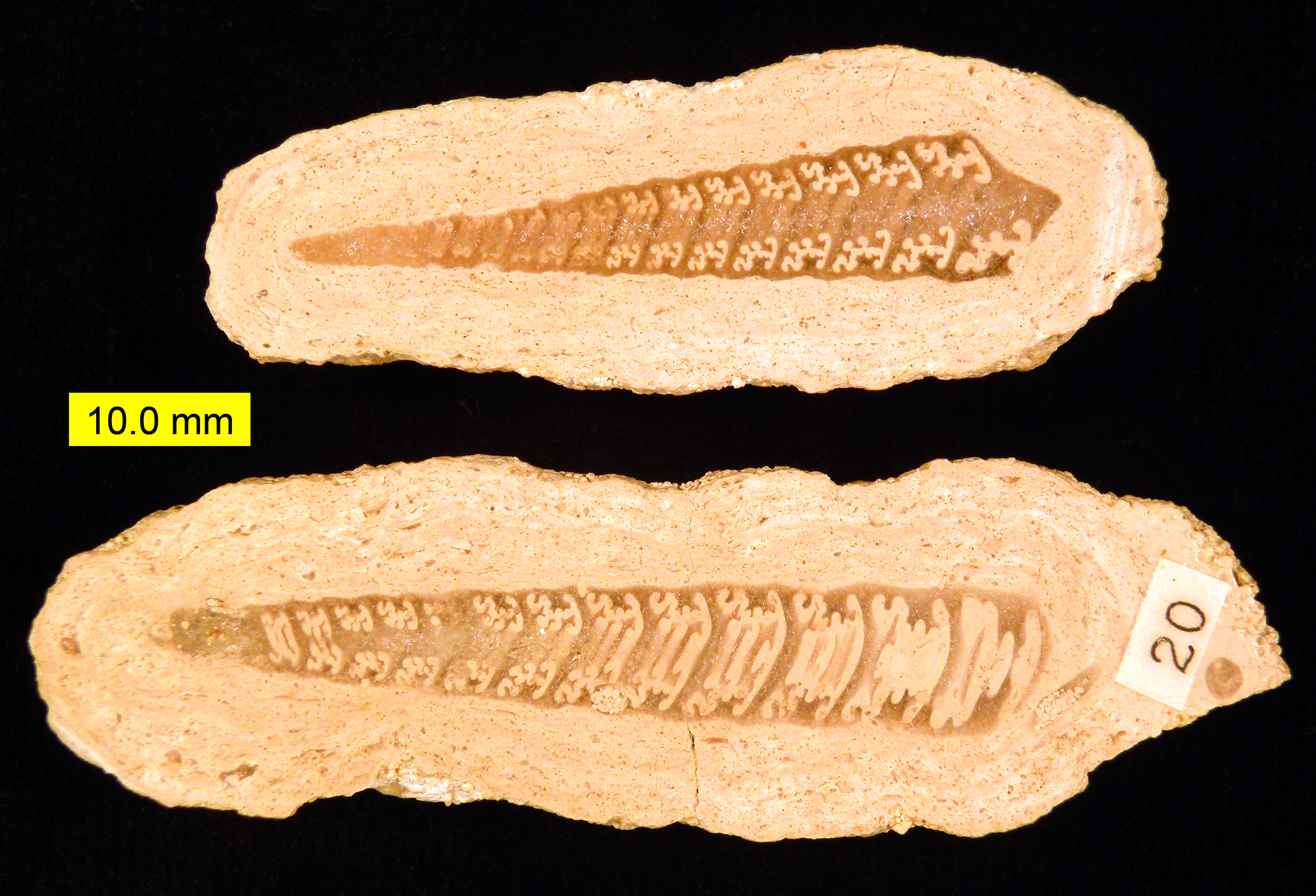
Bactroptyxis trachaea (Normandia, Francja)

Onkoid onkolit – ziarno zbudowane z jądra, którym jest kawałek skały lub minerału albo fragment muszli, otoczonego koncentrycznie przez serię powłok węglanowych wytworzonych przez sinice. Często definiowany jako odmiana stromatolitu nie przytwierdzona do podłoża.
Wielkość onkoidów wynosi od poniżej 1 mm do ponad 10 cm, jednak zwykle mają kilka mm do 2 cm.
Onkoidy powstają w wyniku okresowego, dość częstego obracania obrastanego przez sinice jądra przez falowanie. W wyniku systematycznego obracania powłoki sinicowe rozwijają się ze wszystkich stron. Najstarsze onkoidy znane są z prekambru, choć tworzą się również współcześnie.
Tworzą się w strefie wód o znacznej turbulencji (onkoidy kuliste) lub turbulencji okresowej (onkoidy o nieregularnym ułożeniu lamin), z reguły w płytkich strefach (poniżej 1 metra). Zdecydowana większość onkoidów powstaje w morzach, znane są jednak onkoidy słodkowodne, m.in. z potoków tatrzańskich.
Wapienie zbudowane w dużej mierze z onkoidów noszą nazwę wapieni onkoidowych lub onkolitów.
W Polsce onkoidy występują najliczniej w wapieniach: dewońskich Gór Świętokrzyskich, triasowych Śląska i jurajskich Gór Świętokrzyskich i Tatr.